# Mroczne Szczątki
Mroczne Szczątki (ang: Dark Remains) – Amerykański film fabularny z 2005 roku nakręcony w Rome w Georgii, w Polsce został wydany jako wkładka w miesięczniku Kino Grozy Extra.

## Opis Fabuły
Allen i Julie (Greg Thompson i Cheri Christian) to młode, szczęśliwe małżeństwo. Spełnieni zawodowo i prywatnie wychowują kilkuletnią córeczkę Emmę. Ich rodzinna sielanka kończy się pewnego makabrycznego poranka, kiedy Julie odnajduje brutalnie zamordowaną córeczkę w jej własnym łóżku. Nie stwierdzono żadnych śladów włamania, ani odcisków palców mordercy. Pogrążona w smutku i depresji para postanawia wynająć dom w górach i w ten sposób odizolować się od traumatycznych przeżyć. Oboje starają się znaleźć sobie zajęcie. Julie wraca do fotografowania, a pobliskie, surowe mury opuszczonego więzienia stają się dla niej inspiracją. Ku jej zaskoczeniu na zdjęciach pojawia się duch Emmy. Od tej pory para doświadcza wielu niewytłumaczalnych zjawisk. Okazuje się, że ich nowy dom skrywa wiele tragicznych historii, które stają się dla nich bardzo niebezpieczne?

## Nagrody
Film otrzymał 3 nagrody. Jedną z nich jest „Best Horror Feature” tj: Za najlepszy horror cechy wręczona w 2006 roku.

## Obsada
- Greg Thompson jako Allen
- Cheri Christian jako Julie
- Toby Sells jako Oficer
- Brian Clemons jako Zastępca Oficera
- Michelle Kegley jako Pani Payne
- Doug Hammond jako Doug Roberts
- Rachael Rollings jako Rachael Roberts
- Jeff Evans jako Szeryf Frank Hodges